# شوتوکو (دوره)
شوتوکو (به ژاپنی: 正徳 Shōtoku) نام عصر ژاپنی در دوره ادو بود. این دوره بعد از هوئی (دوره) و قبل از  کیوهو بود. این دوره از آوریل ۱۷۲۱ تا ژوئن ۱۷۱۶ میلادی ادامه داشت. در این دوره امپراتور ناکامیکادو امپراتور ژاپن بود.